# Sasaki Takayuki
Sasaki Takayuki est un nom japonais traditionnel ; le nom de famille (ou le nom d'école), Sasaki, précède donc le prénom (ou le nom d'artiste).
Le marquis Sasaki Takayuki (佐々木 高行, né le 26 novembre 1830 au domaine de Tosa et décédé à l'âge de 79 ans le 3 mars 1910 à Tokyo) est un homme politique japonais de l'ère Meiji. 

## Biographie
Issu d'une famille samouraï du district d'Agawa dans le domaine de Tosa (actuelle ville de Kōchi dans la préfecture de Kōchi), Sasaki exerce différentes fonctions au service du clan Yamauchi, telles que kōri-bugyō (magistrat) et ōmetsuke (inspecteur). Il soutient également Sakamoto Ryōma dans le mouvement Taisei hōkan visant à restaurer le pouvoir politique de l'empereur et à renverser le shogunat Tokugawa. Durant la guerre de Boshin, il dirige la Kaientai, une sorte de marine privée composée de jeunes samouraïs de Tosa, et occupe les locaux du Nagasaki bugyō (magistrat du shogunat) à Nagasaki.
Après la restauration de Meiji de 1868, Sasaki devient sangi (conseiller) puis taifu (vice-ministre supérieur) au ministère de la Justice. En 1871, il est sélectionné pour faire partie de la mission Iwakura et voyage à l'étranger. À son retour, il découvre que beaucoup de politiciens ont quitté le gouvernement à la suite du débat sur la conquête de la Corée. Néanmoins, Sasaki choisit de rester et est nommé au genrōin (conseil des anciens) où il devient un membre très actif du gouvernement de Meiji.
Durant la rébellion de Satsuma de 1877, Sasaki est envoyé dans sa ville natale de Kōchi pour s'assurer que le soulèvement ne recrute pas les anciens samouraïs inoccupés de Shikoku. Avec cet acte, il gagne la confiance de l'empereur Meiji qui le nomme au Conseil privé ainsi que chambellan et fait de lui un proche confident. En 1884, il est élevé au titre de comte (hakushaku) selon le nouveau système de pairie kazoku.
Sasaki est plus tard choisi pour assurer l'éducation du prince héritier Haru (futur empereur Taishō), ainsi que celle des filles de l'empereur Meiji, les princesses Masako et Fusako.
Vers la fin de sa vie, Sasaki est réputé pour ses opinions politiques conservatrices. Il participe à l'établissement du département des Affaires shinto, responsable du shintoïsme d'État. Il s'associe également avec Nishimura Shigeki pour introduire l'éducation patriotique et le culte de l'empereur dans le système éducatif. Il est l'un des fondateurs de l'école Kōgaku-in (actuelle université Kokugakuin). En 1909, il est élevé au titre de marquis (kōshaku). Il meurt en 1910. Sa tombe se trouve au cimetière d'Aoyama à Tokyo.

## Source de la traduction
- (en) Cet article est partiellement ou en totalité issu de l’article de Wikipédia en anglais intitulé « Sasaki Takayuki » (voir la liste des auteurs).